# Та ещё парочка
«Та ещё парочка» (англ. Long Shot) — американская романтическая комедия режиссёра Джонатана Ливайна. В главных ролях Сет Роген и Шарлиз Терон.

## Сюжет
Фред Фларски представитель независимой журналистики, участник громких расследований. После слияния его газеты с крупным медиахолдингом магната Паркера Уэмбли, Фред увольняется по принципиальным соображениям. В то же время президент США сообщает госсекретарю США Шарлотте Филд, что не будет баллотироваться на второй срок. Шарлотта готовится к предвыборной кампании 2020 и подыскивает себе нового спичрайтера. Выбор падает на Фреда. Журналист соглашается, но только при условии, если Шарлотта серьёзно отнесется к обновлению курса страны на уменьшение загрязнения окружающей среды. Много лет назад Шарлотта была соседкой Фреда, даже работала его няней, и он с тех пор остался в неё влюблен.
Фред становится членом команды госсекретаря и следует за ней в мировое турне с целью продвижения нового курса. Будучи в Маниле, Фред и Шарлотта оказываются заперты в отеле, пока страна переживает революцию. Между ними происходит спонтанная сексуальная близость. После Шарлотта принимает экстази и, будучи под наркотиком, успешно разрешает проблему с заложниками захваченными правительством вымышленной ближневосточной страны. Рейтинги Шарлотты растут. Фред и Шарлотта начинают тайно встречаться. Глава администрации госсекретаря Мэгги Миликин отговаривает Шарлотту. Она считает, что связь со скандальным журналистом повредит рейтингам, но Шарлотта стоит на своём.
Паркер Уэмбли планирует подчинить себе Шарлотту Филд и требует отступить от экологического курса, Шарлотта не соглашается. Тем временем, Фред выходит из-под контроля Шарлотты, между ними происходит размолвка. Уэмбли удается взломать компьютер Фреда и украсть личное видео, на котором он мастурбирует на экран, на котором выступает с речью Шарлотта и кончает себе на лицо. Уэмбли шантажирует госсекретаря, угрожая выложить видео в общий доступ. Шарлотта увольняет Фреда и готовится выступить с сообщением о своих президентских амбициях.
Во ходе речи Шарлотта запинается, меняет тему, и сообщает публике о том, что у нее связь с Фредом Фларски, о чем она не жалеет. Выступление обрывается, Шарлотта спешно покидает пресс-конференцию. Видео выложено в сеть и набирает массу просмотров. Фред бросается искать её и обнаруживает в своей квартире. Влюбленные признаются в своих чувствах. На следующее утро Шарлотта официально представляет своего парня собравшимся у его дома журналистам и сообщает о том, что будет баллотироваться на пост президента США. Спустя год Шарлотта избрана президентом и пара женится.

## Актёрский состав
- Сет Роген — Фред Фларски
- Шарлиз Терон — Шарлотта Филд, госсекретарь, затем президент США
- О’Ши Джексон-младший — Лэнс
- Энди Серкис — Паркер Уэмбли
- Джун Дайан Рафаэль — Мэгги Милликин
- Боб Оденкерк — президент Чэмберс
- Александр Скарсгард — Джеймс Стюард
- Рави Патель — Том
- Рэндалл Парк — начальник Фларски
- Тристан Д. Лалла — агент М
- Джеймс Саито — министр Кишидо
- Лиза Кудроу — Кэтрин
- Курт Браунолер — первый ведущий
- Пол Шир — второй ведущий
- Клаудия О’Доэрти — ведущая #3
- Boyz II Men — камео
- Lil Yachty — камео

## Критика
Фильм получил положительные отзывы кинокритиков. На сайте Rotten Tomatoes фильм имеет рейтинг 81 % на основе 281 рецензии со средним баллом 7,1 из 10. На сайте Metacritic фильм имеет оценку 67 из 100 на основе 45 рецензий критиков, что соответствует статусу «в целом положительные отзывы».